# Обнажённая натура (фильм)
«Обнажённая натура»  — драматический фильм 2001 года режиссёра Хуата Ахметова.

## Сюжет
Андрей Сергеевич Воротынцев — немолодой, но сохранивший мужскую привлекательность и шарм художник и преподаватель живописи в художественном училище. Ксюша — его шестнадцатилетняя ученица, влюблённая в своего педагога.

## В ролях
- Станислав Любшин — Андрей Сергеевич Воротынцев, пожилой художник, преподаватель училища
- Ляна Ильницкая — Ксюша, студентка училища
- Людмила Артемьева — директор училища
- Мария Атласова — Лара, студентка училища, подруга Ксюши
- Родион Юрин — Игорёк, «Тарзан», стриптизёр, модель, парень Лары
- Евгений Стычкин — Арнольд, художник, выпускник училища, в прошлом ученик Воротынцева
- Григорий Перель — Сеня, напарник Арнольда
- Алёна Ивченко — Наташа
- Георгий Мартиросян
- Екатерина Вуличенко
- Александр Щурихин

## Награды, премии, фестивали
Участник XXIII-м Открытого Российского кинофестиваля «Кинотавр» (2002) в рамках конкурса «Дебют». На восьмом Ежегодном фестивале фильмов о Москве и москвичах картина получила «Бронзового пегаса». Лауреат III-го фестиваля телевизионного художественного кино «Сполохи» — «За художественное решение в новых технологиях».